# Внутрикадровый монтаж
Внутрикадровый монтаж (фр. montage) видео- или аудиоматериала — принцип построения одного монтажного кадра (или отрезка фонограммы), предусматривающий, в отличие от межкадрового монтажа, такое соединение его элементов, когда действие разворачивается в пределах одного плана и не требует дополнительных склеек. Представляет собой разные приёмы, которыми пользуется кинооператор в течение одного кадра: «переход фокуса», «панорама», «наезд», «отъезд», «движение камеры». Считается, что внутрикадровый монтаж — это результат работы оператора с камерой в течение съёмки одного кадра, от запуска камеры до её остановки. Внутрикадровый монтаж присутствует в протяжённых по времени кадрах, которые наполнены какими-то событиями.

## История развития
Внутрикадровый монтаж появился исторически раньше межкадрового, поскольку первые немые киноленты целиком снимались одним кадром неподвижной камерой. В павильоне ставился аппарат, зажигался свет, и перед объективом камеры разыгрывалась актерская сцена, как в театре. При этом принципы кинематографа почти ничем не отличались от театральных постановок, когда всё действие происходит на одной сцене на фоне тех же декораций: в сущности, это был театр перед объективом. Не только в игровых фильмах, но и в первом документальном короткометражном фильме 1896 года «Прибытие поезда на вокзал Ла-Сьота» братьев Люмьер был использован внутрикадровый монтаж.
В эпоху расцвета немого кино шедевром внутрикадрового монтажа стал фильм Ф. В. Мурнау «Последний человек» (1924), снятый оператором Карлом Фройндом.
Возврат к внутрикадровому монтажу и его дальнейшее развитие начинается в тридцатые годы XX столетия с приходом звука в кинематограф. Именно тогда технологические ограничения синхронной съёмки поставили режиссёров перед технической и экономической необходимостью перейти от монтажа фильмов короткими кадрами к монтажу длинными, протяжёнными во времени планами. Иного пути развития у кинематографа не было[уточнить]. Тогда техника и технология записи и озвучивания принудили режиссёров встать на дорогу освоения новых возможностей экрана[стиль].
Однако истинное искусство внутрикадрового монтажа непосредственно связано с переходом кинематографа от звукового кино, от озвученных пластических образов, к звукозрительному творческому воплощению на экране комплексных звукозрительных образов, к новой эстетике. У кино открылась новая область его природы[стиль].
Низкая чувствительность киноплёнок в то время не позволяла вести съемку при малой диафрагме и получать большую глубину резкости, и это ограничивало возможности движения актёров в глубину кадрового пространства; достаточное для такой съемки освещение было доступно только на натуре в яркие солнечные дни, и тогда операторы могли разрешить режиссёрам построить съемки движения актёров от камеры к удалённым предметам или партнёрам. В павильонных же съёмках возможности построения актёрского действия заметно суживались. События могли разворачиваться только в ограниченной полосе в один-два метра (в зоне достаточной фокусной резкости). А если персонаж удалялся или приближался, нужно было точно синхронизировать перевод фокуса чёткого изображения с перемещениями персонажа, что до сих пор остается непростой задачей операторов.
В 1941 году вышел американский фильм «Лисички», режиссёра Уильяма Уайлера и оператора Грегга Толанда, блестяще продемонстрировавший возможности внутрикадрового монтажа в звуковом кино. Фильм «Верёвка» Альфреда Хичкока 1948 года состоит из 10 монтажных кадров исключительно по причине ограничения по длине плёнки в одной бобине, все склейки вплетены в сюжет (переход плана через спину актёра), что создает эффект фильма из одного кадра.
Позже[когда?] изобретение сверхкороткофокусных объективов (F=18 мм и F=16 мм) привело и к развитию внутрикадрового монтажа.
Возможности внутрикадрового монтажа были блестяще использованы в фильме режиссёра М. Калатозова и оператора С. Урусевского «Летят журавли» (1957). Своим успехом этот фильм во многом обязан мастерству С. Урусевского; здесь впервые были использованы изобретённые им круговые операторские рельсы. Ещё дальше пошёл М. Калатозов в снятом всё тем же оператором С. Урусевским фильме «Я — Куба» (1964). Почти весь фильм снят ручной камерой, что и позволило в полной мере применить внутрикадровый монтаж. Например, кинооператор ходит с камерой по залу, потом спускается на лифте и далее заходит в плавательный бассейн: всё это было снято одним кадром.
Нередко снимаются одним кадром музыкальные видеоклипы (см. список  (англ.)). Так, клип группы Vaya Con Dios к песне «Nah Neh Nah» (1990) был снят одним планом, без единой склейки, все изменения композиции происходят только за счёт перемещения людей и движения камеры. Позднее подобными клипами прославилась группа OK Go.
Начиная с 2000 года режиссёры вслед за Хичкоком («Верёвка», 1948) исследуют возможность полного отказа от межкадрового монтажа в полнометражном кино. Экспериментальный «Таймкод» (2000) не только снят одним кадром, но и состоит из четырёх содержательно пересекающихся фильмов, под каждый из которых выделена четверть экрана. В 2002 году вышла снятая одним кадром картина Александра Сокурова «Русский ковчег». Вслед за ними вышли на экраны: «Круг» (Yuri Zeltser, 2005); «PVC-1» (2007); «Ana Arabia» (2013). В «Бёрдмэне» (2014), как некогда в «Верёвке» Хичкока, монтажные склейки присутствуют, но тщательно замаскированы, в том числе с помощью цифровых технологий. Далее появились «однокадровые» фильмы: «Виктория» (2015); «King Dave» (2016); «Зомби одним планом!» (2017) — где одним планом снят первый 37-минутный фрагмент, «фильм в фильме»; «1917» — состоящий из двух кадров, внутри которых склейки замаскированы; «За пределами двух бесконечных минут» (2020); «Точка кипения» (2021); «Наказание» (2022); «Шттл» (2022) — с замаскированными склейками; «Одержимые» (фр. MadS, 2024).

## Виды внутрикадрового монтажа
Видов линейного монтажа, а уж тем более внутрикадрового, не так много. Первый из них — последовательный. В нём материал соединяется на основе простых причинно-следственных связей. Принцип в данном случае — один после другого.
Второй вид — контрастный. Материал нужно монтировать таким образом, чтобы столкнуть различные точки зрения на одно и то же событие. Помимо этого, сравнить социально-нравственные позиции и ценности.
Третий — параллельный. Материал стыкуется как тесно связанные между собой, но самостоятельно развивающиеся смысловые ряды.
Четвёртый — ассоциативный. Материал монтируется на основе соприкосновения ассоциативных кругов, которые порождают документальные и художественные фрагменты.

## Средства осуществления внутрикадрового монтажа
Показать применение внутрикадрового монтажа в материале можно несколькими способами. Один из них — мизансцена. То есть передвижение персонажей и объектов внутри одного кадра.
Второй способ — панорамирование и использование вариообъектива. В данном случае кинокамера во время съёмки поворачивается на оси штатива на одной статичной точке или происходит плавное изменение масштаба изображения регулировкой фокусного расстояния. Иногда эти действия совмещаются.
Существует несколько видов панорам. Во-первых, горизонтальная панорама. Камера стоит на месте — на штативе или в руках у кинооператора, который не сходит со своего места, а только поворачивает аппарат.
Во-вторых, вертикальная панорама, когда камера на головке штатива, оставаясь в одной вертикальной плоскости, совершает во время съёмки поворот вокруг горизонтальной оси, как бы осматривает объект снизу вверх или сверху вниз.
В-третьих, диагональная панорама, совмещение горизонтального и вертикального движения камеры: поворот одновременно с подъёмом или опусканием взгляда объектива.
Третий способ — съёмка с движения или панорама с движения, иными словами, «тревеллинг». Камера перемещается на каком-либо движущемся средстве с сохранением направления взгляда объектива.
Четвёртый — совмещение панорамы с тревеллингом. В данном случае камера свободно перемещается с любым изменением направления взгляда объектива.
Ещё один способ предлагает совместить мизансценирование с любым видом движения камеры.

## Использование понятия «внутрикадровый монтаж» для манипуляций общественным мнением
5 января 2012 года председатель ЦИК Владимир Чуров сделал заявление по поводу размещаемых в Интернете видеороликов, на которых, по утверждению их авторов, зафиксированы различные нарушения при проведении выборов в Госдуму 4 декабря 2011 года: «у нас уже есть заключение экспертов МВД, что большинстве из них есть признаки внутрикадрового или межкадрового монтажа».
6 января 2012 года известный режиссёр Александр Митта высказал по поводу этих заявлений мнение, что Чуров «манипулирует понятиями „монтажа“» и что в данном контексте «внутрикадровый монтаж — это сокращение времени», временные паузы, оставляющие неизменным содержание каждого кадра.